# ماتساروني
ماتساروني (بالإيطالية: Mazzarrone)‏ هي بلدة تقع في مقاطعة كاتانيا في صقلية في إيطاليا .

## السكان
في سنة 1861 بلغ عدد السكان 1٬978 نسمة، وتطور العدد ليصل في سنة 2011 لـ 3٬989 نسمة.
يظهر هذا المخطط البياني تطور النمو السكاني لـ ماتساروني